# Ali Maqseed
Ali Ahmed Maqseed (arabe : علي أحمد مقصيد), né le 11 décembre 1986 à Koweït City, est un footballeur koweïtien jouant au poste d'arrière gauche ou d'ailier au Al Arabi SC et au sein de l'équipe nationale du Koweït.

## Biographie

### Jeunesse et formation
Ali Maqseed grandit à Koweït City, où il commence à jouer au football dès son jeune âge. Il rejoint l'académie du Al-Arabi SC en 1995, il gravit les échelons de l'équipe junior et rejoint l’équipe senior en 2005, à l'âge de 19 ans.

### Carrière en club
Ali Maqseed évolue au sein du Al-Arabi SC, où il devient rapidement un joueur clé grâce à sa polyvalence et son esprit de compétition. Il joue principalement en tant qu'arrière gauche, mais il peut également occuper le poste d'ailier selon les besoins tactiques de son équipe. 
Avec Al-Arabi, Maqseed remporte plusieurs titres, notamment la Coupe du Koweït (2005, 2006, 2008), et la Coupe Crown Prince du Koweït (2007, 2012). Son club est également finaliste de la Coupe de la Fédération du Koweït à deux reprises en 2010 et 2013.

### Carrière internationale
Ali Maqseed fait ses débuts avec l'équipe nationale du Koweït en 2008. Depuis lors, il a accumulé plus de 30 sélections, inscrivant 3 buts. Il participe à la Coupe d'Asie 2011 et la Coupe d'Asie 2015.

## Palmarès

### En club
Al Arabi
| - Coupe du Koweït (3) : - Vainqueur : 2005, 2006 et 2008. - Finaliste : 2009. |  | - Coupe Crown Prince du Koweït (2) : - Vainqueur : 2007 et 2012. - Finaliste : 2010 et 2013. |  | - Coupe de la Fédération du Koweït : - Finaliste : 2010 et 2013. |  | - Supercoupe du Koweït (2) : - Vainqueur : 2008 et 2012. |

### En sélection
- Coupe du Golfe des nations de football :
  - Finaliste : 2010.